# دارک پیکچرز: خانه خاکستر
دارک پیکچرز: خانه خاکستر (انگلیسی: The Dark Pictures Anthology: House of Ashes) یک بازی ویدئویی ترس و بقاساخته سوپرمسیو گیمز و منتشر شده توسط 
باندای نامکو اینترتینمنت می باشد. این بازی سومین سری از مجموعه بازی های دارک پیکچرز می باشد. این بازی در سال ۲۰۲۱ برای پلی‌استیشن ۴، پلی‌استیشن ۵، مایکروسافت ویندوز، اکس‌باکس وان و اکس‌باکس سری اکس و سری اس منتشر شد.

## داستان
در اکد باستان در سال ۲۲۳۱ قبل از میلاد ، اکدیان دچار قحطی و طاعون و همچنین در بحبوحه جنگ با مردم گوتی شده اند. پادشاه آکادی (نارام‌سین) به جنون افتاده است ، به معبد بزرگ خود پناه آورده و زندانیان گوتی را به عنوان قربانی خون در تلاش برای جلب رضایت خدایان اعدام کرده است. با حمله گوتی ها به معبد ، خورشید گرفتگی رخ می دهد و موجودات ناشناخته ای ظاهر می شوند که هر دو ارتش اکدی و گوتی را ذبح می کنند. دو بازمانده ، ژنرال آکاد بلاتو و سرباز گوتی کوروم ، برای فرار به داخل دخمه های معبد فرار می کنند. با این حال ، آنها به سرعت تحت تأثیر موجودات قرار می گیرند و احتمالاً کشته می شوند.
در سال ۲۰۰۳ ، سرهنگ دوم اریک کینگ نیروی هوایی ایالات متحده آمریکا در بحبوحه جنگ عراق وارد عراق می شود و با همسرش ریچل کینگ متحد می شود. او به تیمی به رهبری ستوان یکم سپاه تفنگداران دریایی ایالات متحده آمریکا جیسون کلچک و گروهبان نیک کی اطلاع داد که آنها به یک مخزن زیرزمینی مشکوک که توسط ماهواره شناسایی شده و ممکن است سلاح های کشتار جمعی در دست داشته باشد حمله خواهند کرد. در همین حال سرباز عراقی ستوان سلیم عثمان سعی می کند هدیه ای را به پسرش برساند ، اما توسط افسر فرمانده وی مجبور می شود تیم اریک را رهگیری کند. گروه سلیم بلافاصله پس از فرود تیم را کمین می کند ، اما نبرد باعث ایجاد غاری می شود که باعث می شود همه به معبد باستانی اکدی که در زیر زمین مدفون شده است بیفتند.
در داخل معبد ، هر دو طرف مورد حمله موجودات غول پیکر و خفاش قرار می گیرند که آنها را خون‌آشام می نامند. آنها همچنین بقایای یک اکتشاف باستان شناسی بریتانیایی به رهبری راندولف هاگدسون را پیدا می کنند که معبد را در سال ۱۹۴۶ کشف کرد اما توسط خون آشام ها کشته شد. آنها همچنین متوجه می شوند که بدن انسانهای کشته شده نیز می تواند به عنوان خون آشام زنده شود. با ادامه حمله خون آشام ها به آنها ، سلیم با اکراه با آمریکایی ها همکاری می کند و آنها در اعماق ویرانه ها فرار می کنند ، جایی که بقایای یک سفینه فضایی بیگانه و سقوط کرده است. با پیروی از مسیر هاجسون ، تیم متوجه می شود که خون آشام ها در اصل یک نژاد بیگانه باهوش و فضایی بوده اند که مبتلا به عفونت انگلی شده و باعث مرگ آنها شده و بدن آنها را به هیولاهای وحشی تبدیل کرده است. کشتی آنها سپس روی زمین سقوط کرد. خون آشام ها که در زیر زمین به دام افتاده و در معرض نور خورشید قرار گرفته بودند ، هزاران سال در حالت خواب زمستانی بودند و فقط گاهی اوقات برای تغذیه به سطح می رفتند.
سپس تیم اتاقکی را پیدا می کند که هزاران خون آشام زمستانی را در خود جای داده است. گروهی که نمی خواهند ریسک آنها را در سطح زمین رها کنند ، تصمیم می گیرند مواد منفجره بکارند و کل محفظه را نابود کنند. سپس آنها فرار می کنند و راهی برای بازگشت به سطح زمین پیدا می کنند ، هنگامی که خورشیدگرفتگی دیگری رخ می دهد. خون آشام های بازمانده سپس به تیم حمله می کنند تا اینکه خورشیدگرفتگی به پایان می رسد و یک تیم نجات می آید تا هر بازمانده ای را بیرون بیاورد.
بسته به اینکه تیم چقدر خوب با هم کار می کرد ، همه ، تعداد کمی ، یا هیچ یک از آنها از وقایع بازی جان سالم به در نمی برد. پس از آن ، دولت ایالات متحده ویرانه ها را تصرف می کند و مطالعه خون آشام ها را آغاز می کند و در مورد اعضای تیم بازمانده ، در صورت وجود ، توضیح می دهد. سپس دولت ایالات متحده تصمیم می گیرد کل حادثه را سرپوش بگذارد.